# Melitaea postnaina
Melitaea postnaina är en fjärilsart som beskrevs av Ruggero Verity 1950. Melitaea postnaina ingår i släktet Melitaea och familjen praktfjärilar. Inga underarter finns listade i Catalogue of Life.